# Przemęcki Park Krajobrazowy
Chráněná krajinná oblast Przemęt (Przemęcki Park Krajobrazowy) je krajinný park (chráněná krajinná oblast) v západním Polsku založena v roce 1991. Její rozloha činí 214,5 km².

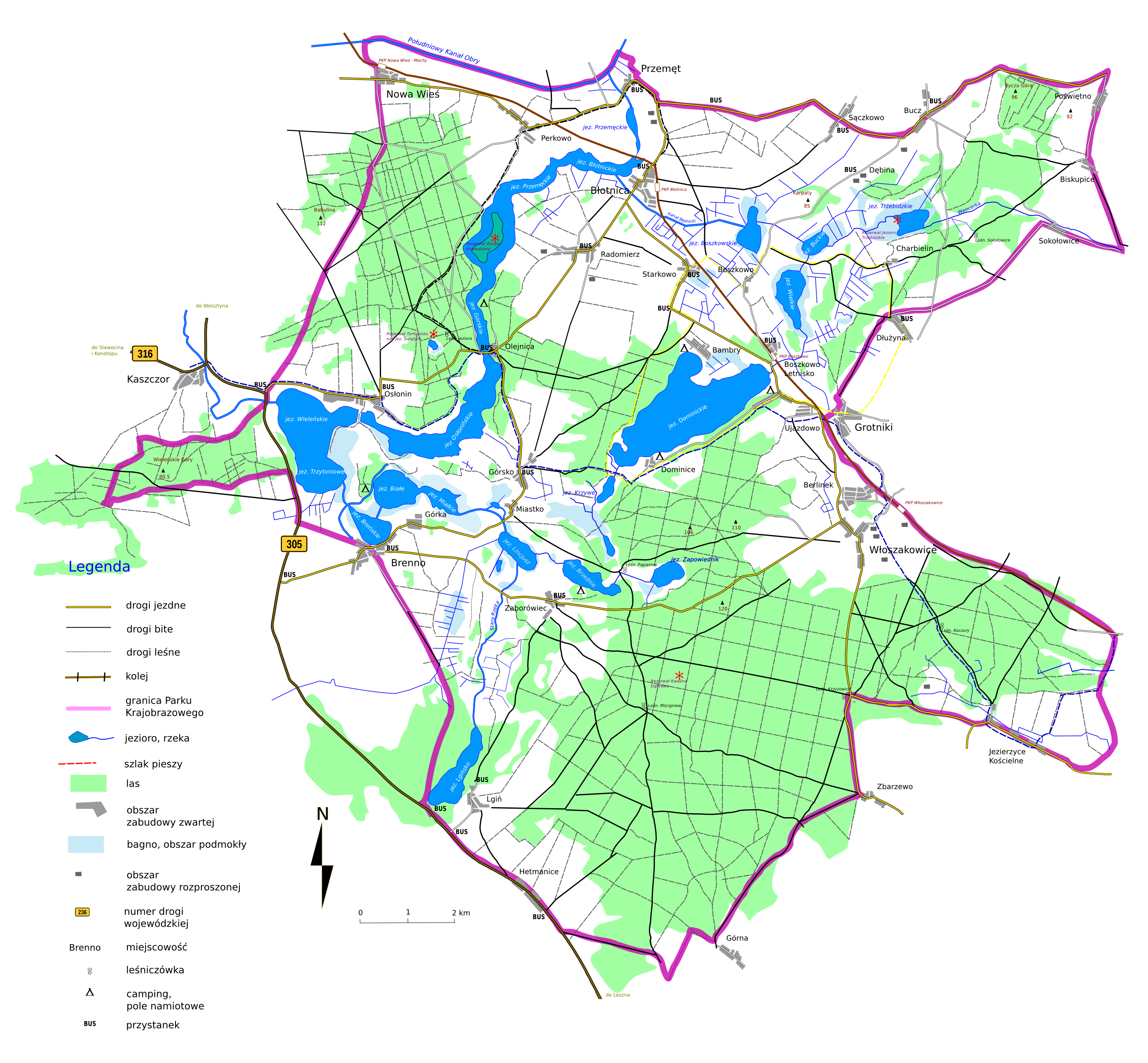
Mapa parku

Park je rozdělen mezi dvě vojvodství: Lubušské vojvodství a Velkopolské vojvodství. V Lubušském vojvodství zasahuje do okresu Wschowa (Gmina Wschowa). Ve Velkopolském vojvodství jsou to okresy Lešno (Gmina Wijewo, Gmina Włoszakowice) a Wolsztyn (Gmina Przemęt).
Chráněná krajinná oblast Przemęt zahrnuje čtyři přírodní rezervace.